# Landwasserschlepper
Landwasserschlepper (LWS) – niemiecki amfibijny ciągnik artyleryjski z okresu II wojny światowej, który służył do transportu żołnierzy i ładunków przez przeszkody wodne (cieśniny, zatoki, jeziora, rzeki i tym podobne).

## Opis
Wymagania dotyczące opracowania amfibijnego ciągnika artyleryjskiego zostały przedstawione w 1935 roku. Rozwój pojazdu rozpoczął się w 1937 roku w zakładach Rheinmetall-Borsig w Düsseldorfie. Producent współpracował z przedsiębiorstwami Maybach (silnik), Zahnradfabrik (skrzynia biegów), Schertel-Sachsenberg (kształt kadłuba, śruby napędowe), Alkett (podwozie) i Kässbohrer (przyczepa). Landwasserschlepper miał transportować dziesięciu żołnierzy z falami do 1,25 metra wysokości lub holować przyczepę z ładunkiem. Prace rozwojowe postępowały powoli. Pierwsze dwa prototypy ukończono latem 1939 roku. Oba zostały przydzielone do 86. Batalionu Inżynieryjno-Desantowego i według niektórych źródeł zostały użyte do przerzucenia mostu przez rzekę Bug. Program otrzymał wysoki priorytet dopiero po upadku Francji w czerwcu 1940 roku, ponieważ III Rzesza potrzebowała pojazdów desantowych do planowanej inwazji na Wielką Brytanię. W sierpniu 1940 roku pierwsze trzy prototypy zostały przetestowane na wyspie Sylt (czwarty ukończono do końca roku). Generał Franz Halder znalazł w nim szereg niedociągnięć (niska prędkość, wysoka sylwetka, brak opancerzenia, przeciążone podwozie). Mimo to Landwasserschlepper został wprowadzony do służby w 1942 roku i był używany w ograniczonym zakresie (inwazję na Wielką Brytanię anulowano). Produkcja seryjna trwała do sierpnia 1942 roku. Łącznie, według różnych źródeł, wyprodukowano 21–23 pojazdy. Pomimo niewielkiej liczby wyprodukowanych egzemplarzy, Landwasserschlepper pojawił się na wielu polach bitew (ale tylko w jednej lub dwóch jednostkach): w Afryce Północnej, na Sycylii, w Jugosławii, na Morzu Czarnym, w Danii i Norwegii. Jeden Landwasserschlepper był używany jako pojazd holowniczy podczas testów miniaturowych okrętów podwodnych typu Biber i Seehund. Co najmniej jeden był później używany przez SS.

## Konstrukcja
Landwasserschlepper zaprojektowano jako ponton z dziobem przypominającym łódź i gąsienicowym podwoziem, umożliwiającym mu wyjście na brzeg i poruszanie się po lądzie. Jego dno wzmocniono stępką. Trzyosobowa załoga która pracowała w dużej nadbudówce, składała się z kierowcy-mechanika, dowódcy i obserwatora. Obserwator mógł korzystać z otworu w dachu nadbudówki. Pojazd nie przewoził broni. Napędzał go 12-cylindrowy silnik benzynowy Maybach HL-120TRM (z czołgu Panzerkampfwagen IV) o mocy 300 koni mechanicznych przy 3000 obrotach na minutę, który obracał dwie śruby napędowe na rufie. Poruszał się po lądzie na gąsienicowym podwoziu. Podczas żeglugi sterowano nim za pomocą podwójnych sterów. W kabinie można było przewozić ograniczoną ilość ładunku (na przykład do dwudziestu żołnierzy). Landwasserschlepper był przeznaczony przede wszystkim do holowania amfibijnej przyczepy, nadającej się również do transportu lekkich czołgów. Opracowano dwa typy ciągników: mniejszy o ładowności dziesięciu ton i większy o ładowności dwudziestu ton, które były używane głównie do transportu czołgów.

## Landwasserschlepper 2
Doświadczenia z ciągnikiem wykorzystano przy opracowywaniu ulepszonego Landwasserschlepper 2. W 1942 roku ukończono dwa prototypy, wykorzystując podwozie czołgu Panzerkampfwagen IV. Razem tworzyły one kadłub z 25-tonowym pontonem ładunkowym pośrodku. Jednak Wehrmacht stracił nimi zainteresowanie ze względu na ich niewystarczającą ładowność. W 1945 roku były używane w ograniczonym zakresie. Jeden z nich został zdobyty i przetestowany przez Armię Czerwoną.